# Giovanni Correnti
Giovanni Correnti (Orzinuovi, 22 marzo 1910 – ...) è stato un calciatore italiano, di ruolo ala.

## Carriera
Giocò tre stagioni in Serie A con il Brescia, facendo il suo esordio il 10 settembre 1933, in Brescia-Roma (1-0). Con le rondinelle in tutto giocò 106 partite, realizzando 13 reti; successivamente militò nel Casalini.